# タバスコ料理
タバスコ料理（タバスコりょうり）の項目では、メキシコタバスコ州の食文化を紹介する。

## 概要
タバスコ州の料理はメキシコの中では特異である。牧畜技術が地域に移入する以前は、主に豊かな自然から採れる食材のみで食文化が成立していた。現在でも牧畜牛の肉を使用することは少ない。トウモロコシを頻繁に用い、その他野菜や魚介類、野生の動物の肉を使用する。今やチョコレートは世界中で見ることができるが、タバスコでは今でもマヤ民族の末裔であるチョンタル族がスペインによる植民地化以前の方法でチョコレートを製造している。こうした土着の食文化に加えてスペインの影響も混在し、タバスコの食文化は独特かつ多様なものとなった。

## 起源
タバスコ地方の料理には野菜、果物、野生の動物の肉がふんだんに使用される。スペインによる植民地化以前、マヤ民族たちはトウモロコシやインゲンマメを栽培し、野生の動植物を採取していた。長年文化的に外部の世界から孤立してきた歴史を反映し、マヤ民族やチョンタル族の影響を色濃く受け継いだタバスコ地方の食文化は独自な発展をとげた。

## 食材

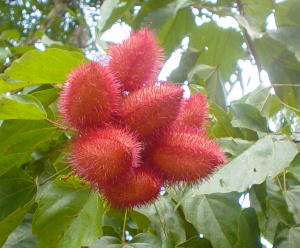
ベニノキの果実

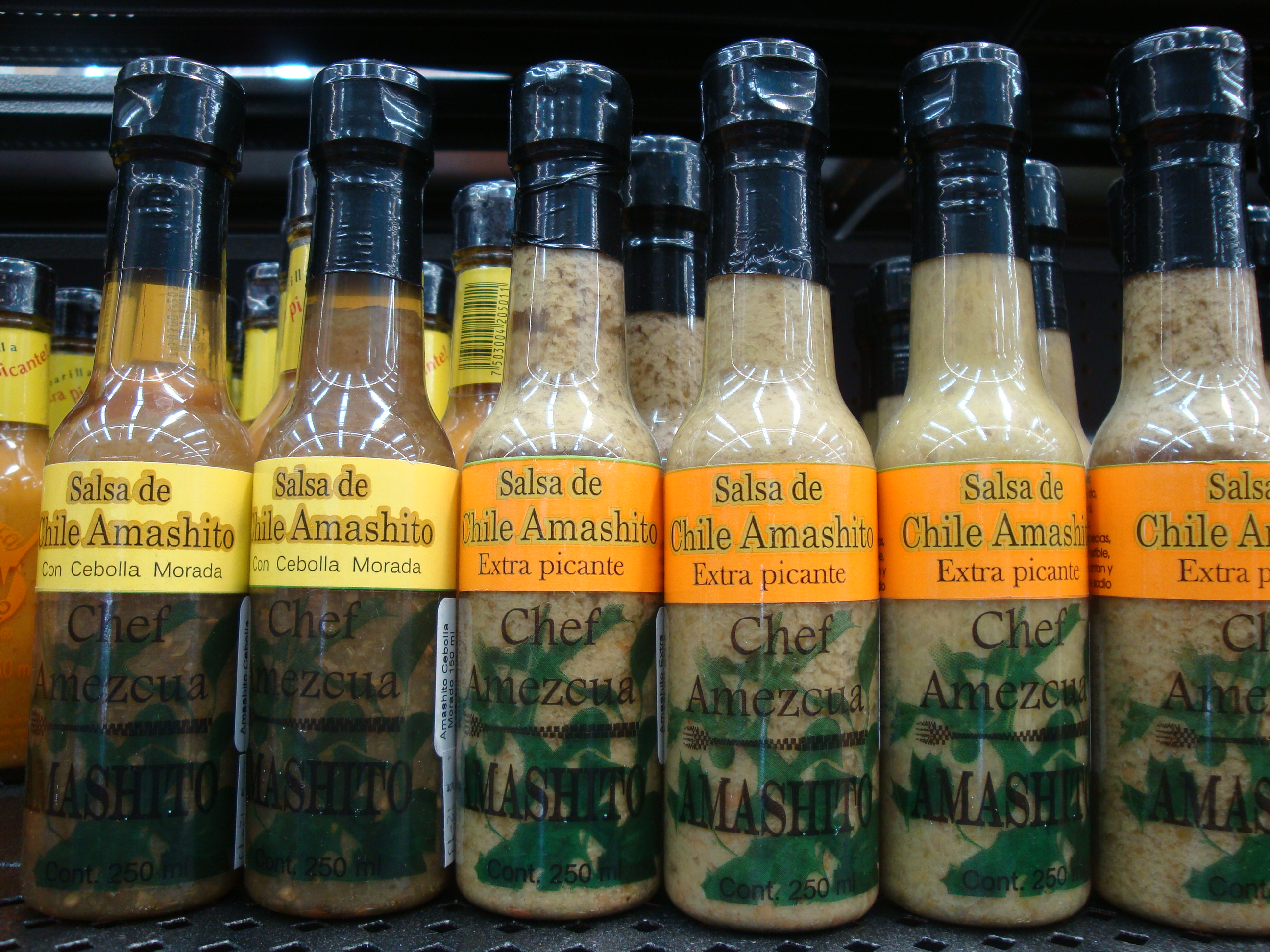
ピキンチリペッパーのソース

タバスコ地方の豊かな自然が育んだ野草や果物はタバスコ料理の欠かせない要素である。加えてこの地方の牛畜産業はメキシコを代表するものと言える。そして地方を流れる河、潟湖、湖からは新鮮な魚介類が漁獲される。このような多様な素材が地方の食文化を支えている。

### 野菜
- アチョーテ（achiote） - ベニノキ。食物をオレンジ色に着色するときなどに実を用いる。
- チャヤ（英語版）（chaya） - 葉と若い茎を茹でて食用にする。ホウレンソウのような味だという。
- モモ（momo） - 別名モネ（mone）。メキシカンペッパーリーフ（英語版）。葉を刻んでハーブとして使用する他、タマル、肉、魚などを包んで調理する。
- ムステ（muste）
- ペレヒル（perejil） - タバスコではパセリではなくヒゴタイサイコ属のオオバコエンドロ（Eryngium foetidum）を指す。
- エパソーテ（epazote）- アリタソウ
- シラントロ（cilantro）- コリアンダー
- チピリン（chipilin）- Crotalaria longirostrata。主にタマルという、トウモロコシ粉の肉入りちまきを包むための葉として使用される。#タマルを参照。
- チニン（chinin）
- オハ・デ・ト（hoja de to）- クズウコン科Calathea luteaの葉。タマルを包むのに用いる。
- チレ（chile）- トウガラシ
  - チレ・アマシート（chile amashito）- ピキンチリペッパー（英語版）。味、色、香り付けのために使用される。

### 肉
牛肉、豚肉、鶏肉が主に使用される。まれにシチメンチョウ、アヒルやアカハシリュウキュウガモが用いられることもある。地域によっては、羊も食べられる。

### 魚介
タバスコの人々は魚貝類を好む。特に聖週間の前後には消費量は増加する。タバスコで消費される代表的な魚介類を以下に挙げる。

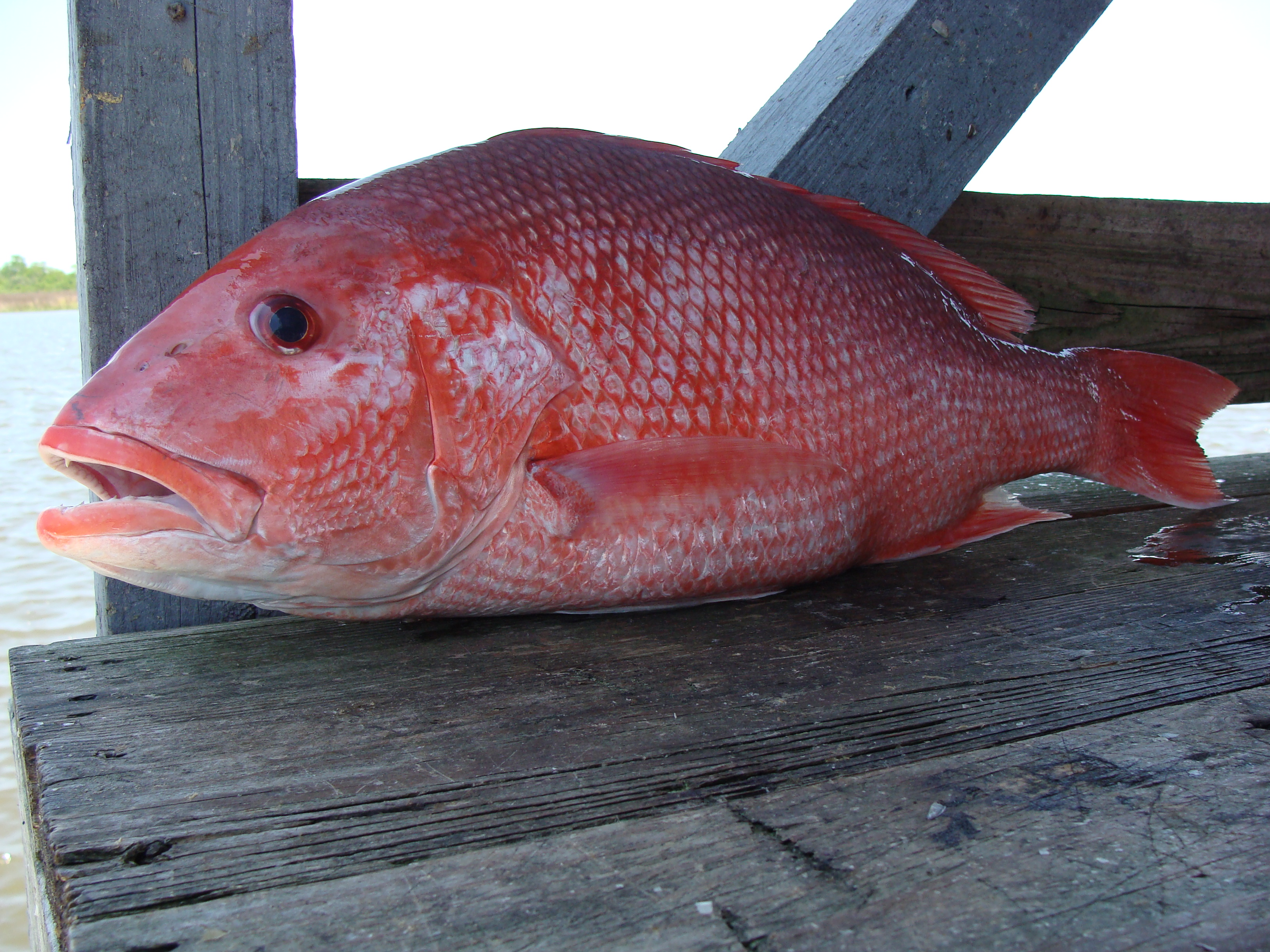
フエダイ科の魚。レッドスナッパー

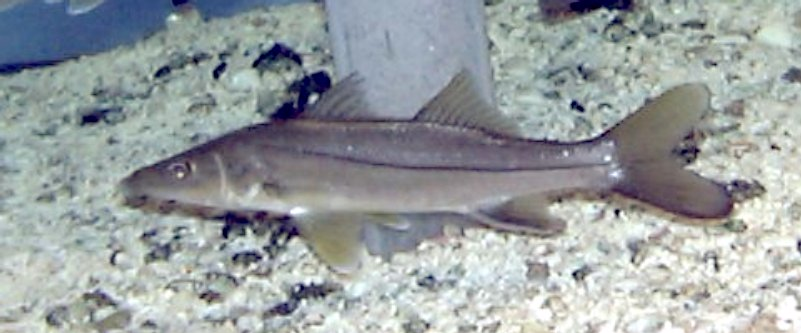
ロバロ（róbalo）- スズキ亜目Centropomidae科の魚。スヌーク。

- ペヘラガルト（pejelagarto）- ガー
- ロバロ（róbalo）- スズキ亜目Centropomidae科の魚。ニシスズキ。
- モハラ（mojarra） - クロサギ
- リサ（liza）ボラ科の魚
- パンパノ（pámpano）- クロダイ
- サバロ（sábalo）- ニシンダマシ
- ウアチナンゴ（Huachinango）- フエダイ科の魚。レッドスナッパー（英語版）
- オスティオン（ostión）- カキ
- カマロン（camarón）- エビ
- テンワヤカ（tenguayaca）- ペテニア・スプレンディダ（シクリッドの一種）
- ハイバ（jaiba）- カニ
- ピワ（pigua）- クルマエビの一種

## 調理法

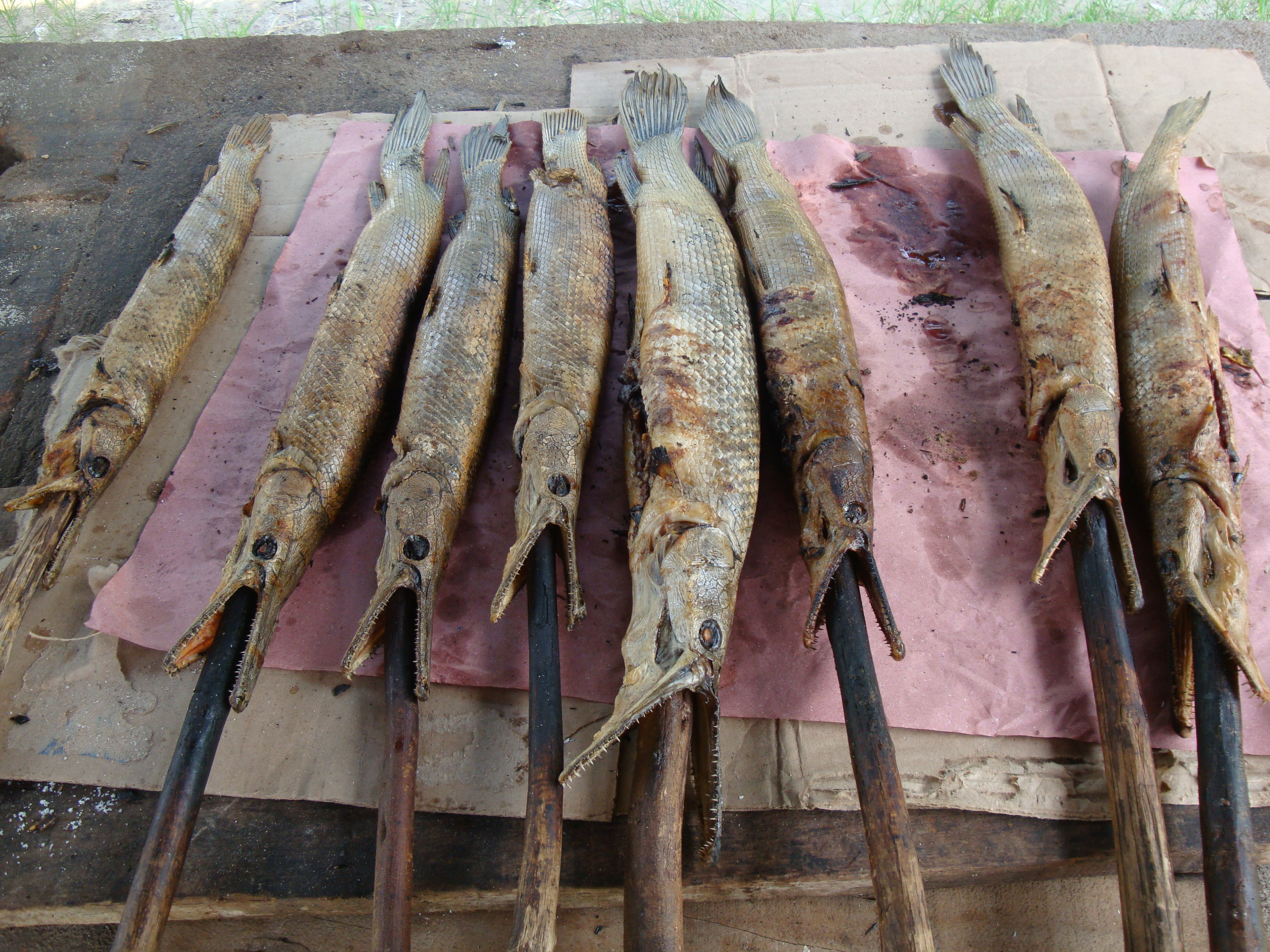
ガーの串焼き

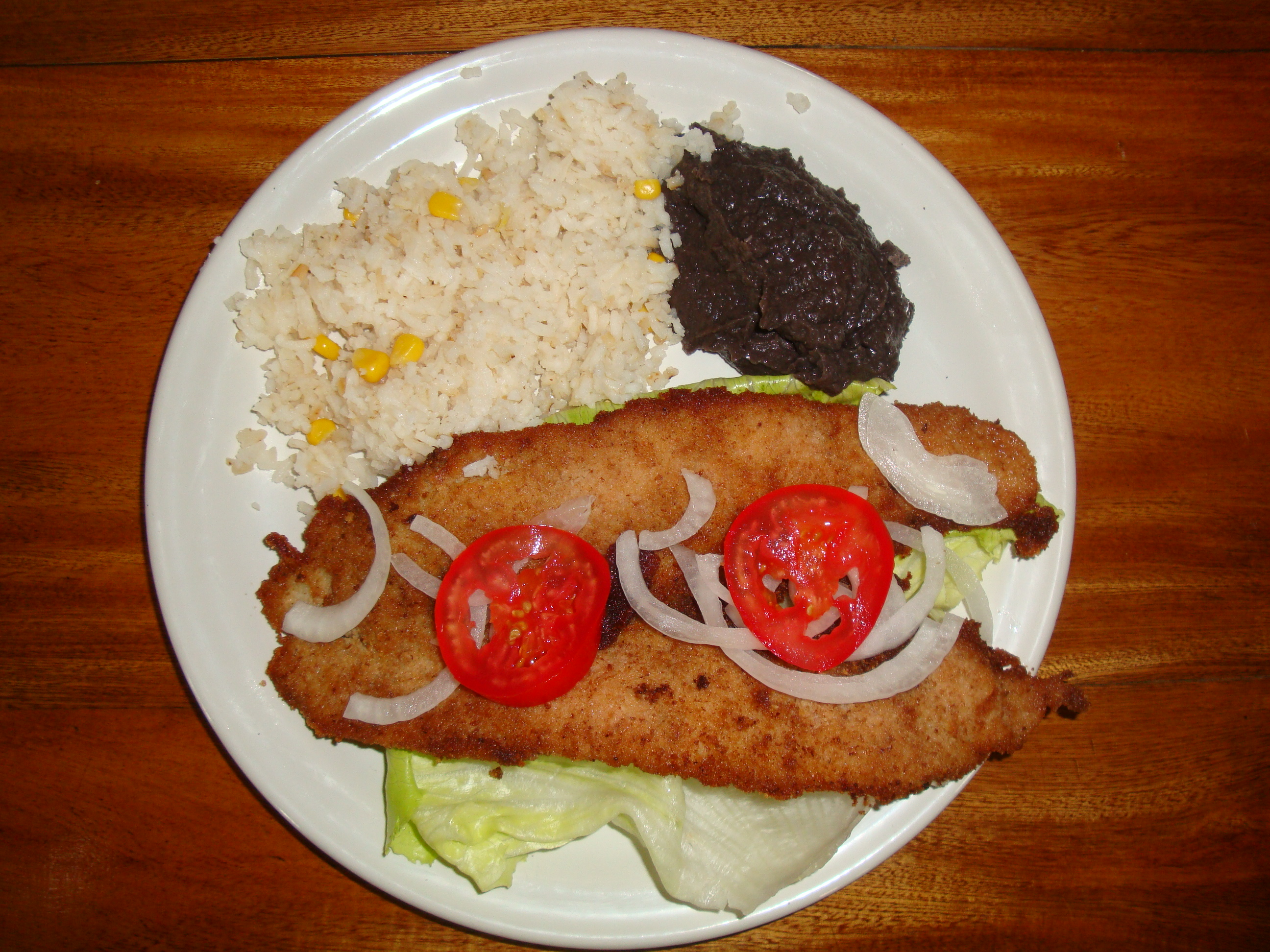
魚肉の揚げ物

タバスコ料理には植民地化以前の名残りが多くみられる。ガーの丸焼き、タマル、亀のサルサ・ベルデ煮込み、魚の網焼き、タバスコ風ロバロ等がそうである。また、肉の塩漬け、タバスコ風プチェロ（煮込み料理）、エビや牛肉を使った料理など、スペイン料理の影響も強くみられる。以下代表的な料理の紹介する。

### 野菜料理
- カラバシータス・コン・カマロン（Calabacitas con camarón）：カラバシータ（ズッキーニに似た野菜）とエビの料理
- プラタニートス・レイェニョス・デ・カルネ・オ・ケソ（Platanitos rellenos de carne o queso）：バナナの肉（またはチーズ）詰め
- アロス・コン・マリスコス（Arroz con mariscos）：魚介入り炊き込みご飯
- カラバシータス・コン・プエルコ（Calabacitas con puerco）：カラバシータと豚肉の料理
- カラバシータス・コン・フロル・デ・カラバサ・イ・エロテ（Calabacitas con flor de calabaza y elote）：カラバシータ、カボチャの花とトウモロコシの料理
- ソパ・デ・チャヤ（Sopa de chaya）：チャヤスープ

### 肉料理
- プチェーロ・タバスケーニョ（Puchero tabasqueño）：タバスコ風プチェーロ。キャッサバ、マカル（macal）、サツマイモ、サヤインゲン、カボチャ、トウモロコシ、ハヤトウリ、未熟なプランテン、牛肉などを煮込む。
- カルネ・サラダ・コン・チャヤ・イ・エロテ（Carne salada con chaya y elote）塩漬け肉、チャヤとトウモロコシの料理
- フリホル・コン・プエルコ（Frijol con puerco）豚肉とインゲンマメの料理
- ポヨ・エン・チルモル（Pollo en chirmol）：鶏肉のチルモル（トマトとチレのモーレ）煮込み
- ピヒヘ・エン・ピピアン（Pijije en pipian）：アカハシリュウキュウガモのピピアン（スペイン語版）（カボチャの種のモーレ）煮込み
- ロンガニーザ・エンハモナダ（Longaniza enjamonada）：ロンガニーザ（英語版）（チョリソに似たソーセージ）のハム包み
- ブティファラ（Butifarra）：腸詰めソーセージ

### 魚介料理

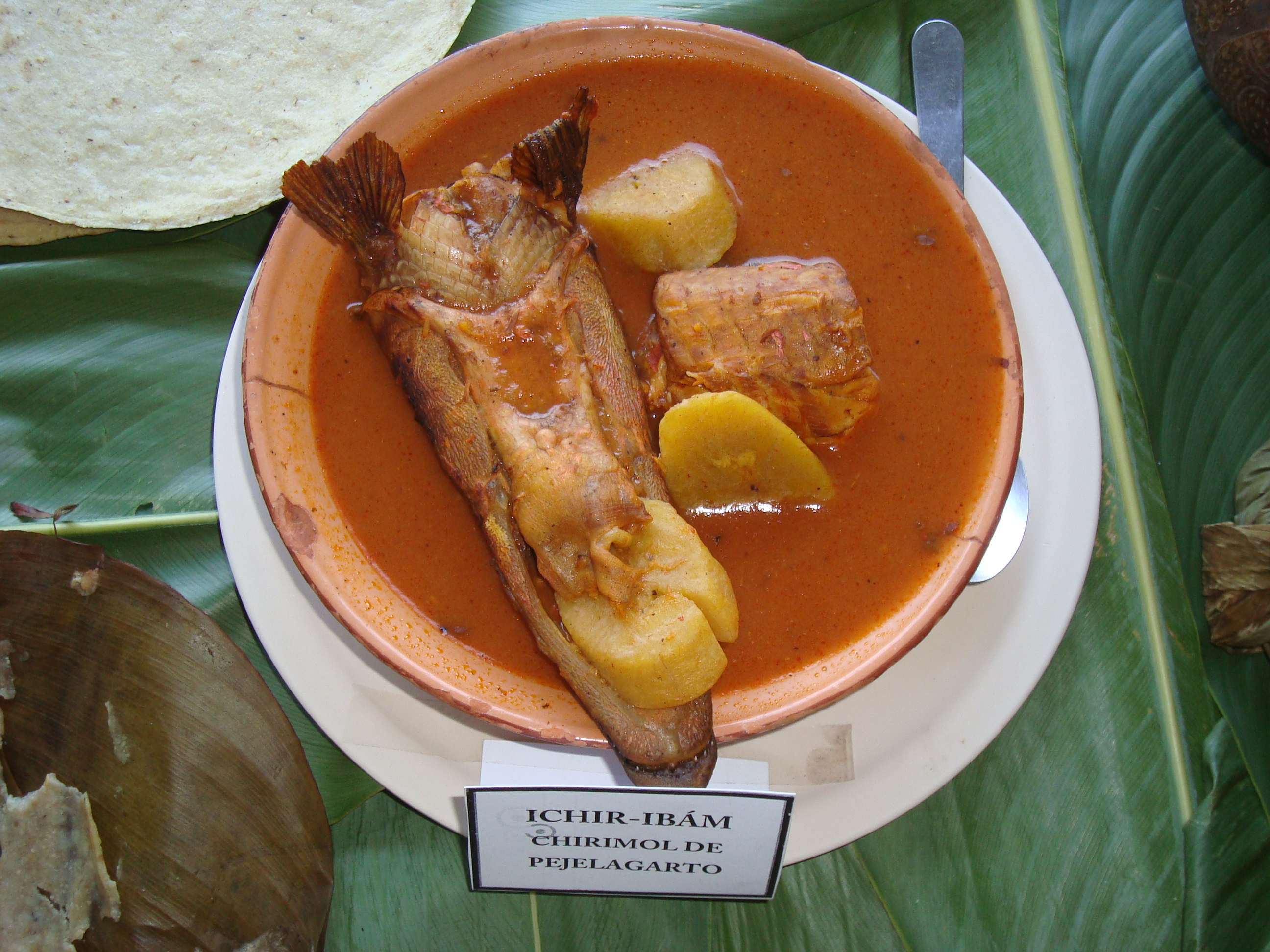
ガーのチルモル煮込み

- ロバロ・ア・ラ・タバスケーニャ（Robalo a la tabasqueña）：タバスコ風ロバロ
- ピワ・アル・モホ・デ・アホ（Pigua al mojo de ajo）：ピワのニンニクモホ煮込み
- カマロネス・エントマタドス（Camarones entomatados）：エビのトマト煮
- カルド・デ・カマロン・コン・カラバサ（Caldo de camarón con calabaza）：エビとカボチャのスープ
- トルティータス・デ・カマロン・エン・ベルデ（Tortitas de camarón en verde）：小エビの詰め物
- ペヘラガルト・アサード（Pejelagarto asado）：ガーの焼き魚
- ペヘラガルト・エン・チルモル（Pejelagarto en chirmol）：ガーのチルモル煮込み
- エンサラーダ・デ・ペヘラガルト（Ensalada de Pejelagarto）：ガーのサラダ
- バルバコア・デ・ペスカド（Barbacoa de pescado）：魚の網焼き
- ペスカド・スダード・エン・オハ・モモ（Pescado "sudado" en hoja momo）：魚のメキシカンペッパーリーフ包み蒸し焼き
- オスティオネス・アウマドス・アル・タペスコ（Ostiones ahumados al "tapesco"）：カキの蒸し焼き
- カングレホ・エン・チルモル（Cangrejo en chirmol）：カニのチルモル煮込み
- トルティーヤ・レイェナ・デ・マリスコス（Tortilla rellena de mariscos）：魚介類と黒インゲンマメのペーストを詰めたトルティーヤ
- マリスコス・アル・チルテピン（Mariscos al chiltepín）：魚介のチルテピン（トウガラシの一種）煮込み

### タマル

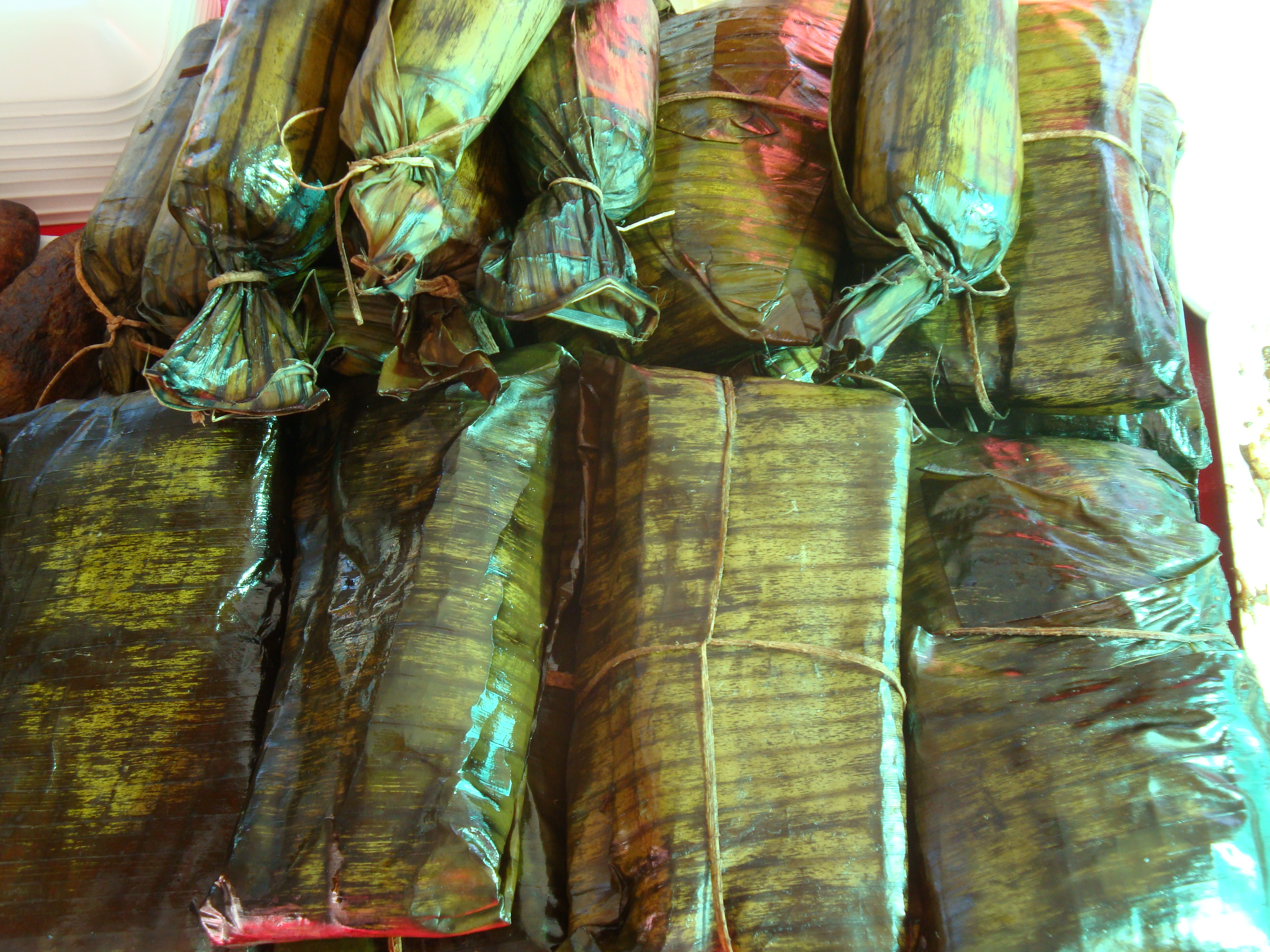
伝統的なタバスコのタマレス。

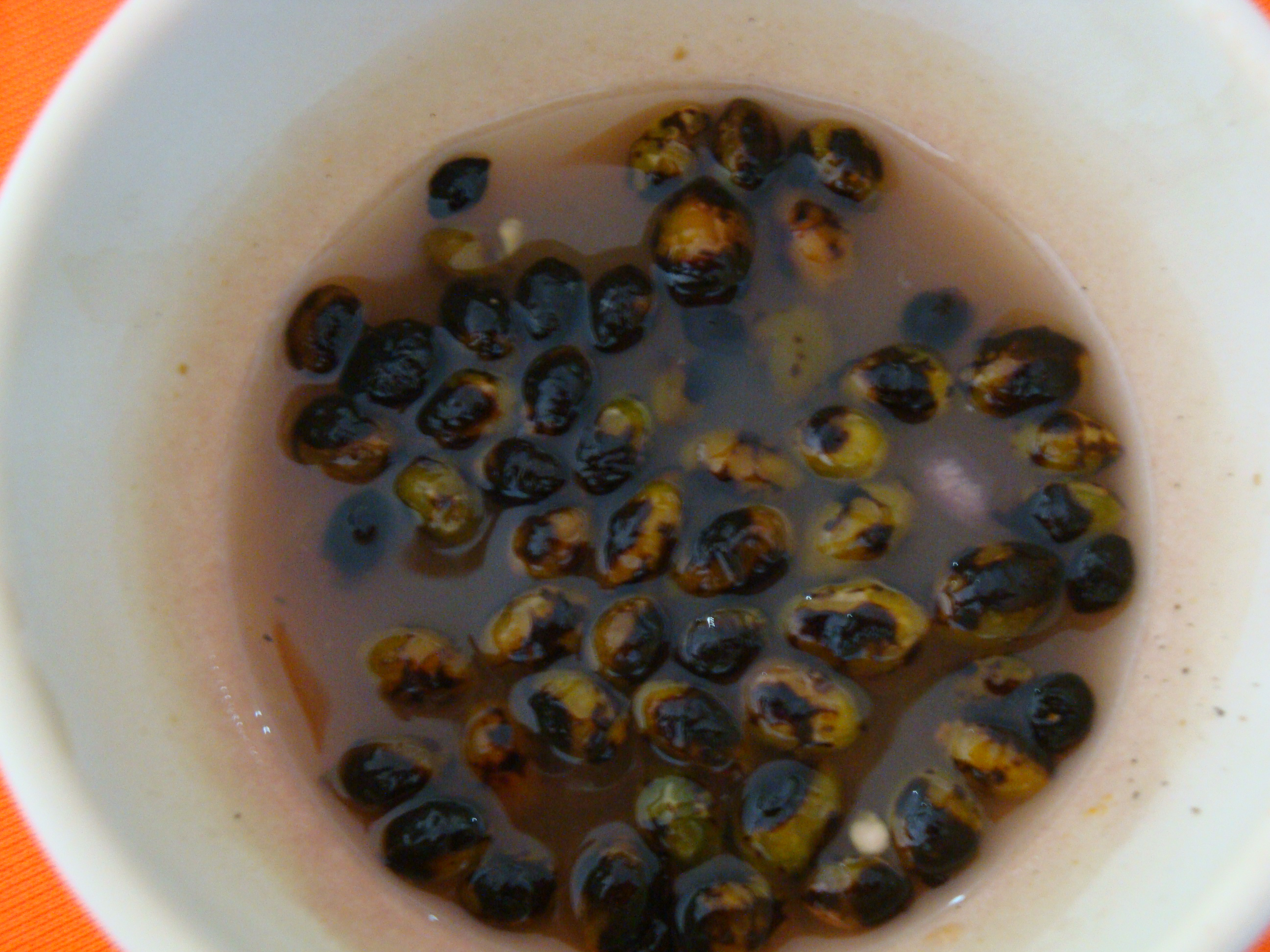
焼いたチレ・アマシートのサルサ。

タマルとはトウモロコシ粉の生地（マサ）を肉や香辛料とともに植物の葉に包んで蒸し上げた食品で、タバスコでは日常的に食される。具を包むのにバナナの葉が使われる。以下に代表的なタマル料理を挙げる。
- チャンチャミート (Chanchamito) - 小さくて丸いタマル。バナナの葉で包まれ結ばれている。
- マネア (Manea) - コリアンダー、オオバコエンドロ、トマト、タマネギ、裂いた豚肉または鶏肉を包んだ大きなタマル。
- カミニート (tamal de caminito) - 裏ごししたマサで作るタマル。「カミニート」とは、スペイン語で「小道」という意味であるが、タマルの中に入っている煮込んだ肉が「小道」のように見えるためそう呼ばれる。
- ポツェ (potze) - 豚肉または牛肉とモモを包み、オハ・デ・トでバナナ形に包んだタマル。
- インゲンマメのタマル（tamal de frijol）
- チピリン (tamal de chipilín) - チピリン（英語版）とはマメ科タヌキマメ属の植物Crotalaria longirostrata。具を包むために葉を使用する。
- ガーのタマル (tamal de pejelagarto)

### その他
- トトポステ (Totoposte) - 薄くて大きいカリカリのトルティーヤ。直径30センチほど。トウモロコシをよく挽いた生地と豚のラードで作られる。
- シュワホ (Xguáj) - 大きくて厚いトルティーヤ。トウモロコシの生地で作られる。生地に使うトウモロコシは石灰と一緒に茹で、水で洗った後挽いて粉にし、手でこねて生地にする。
- ペンチュケ (Penchuque) - 分厚く大きいトルティーヤ。香りづけのためにココナッツ、インゲンマメ、豚肉の揚げかすなどを入れる。
- ゴルディータス (Gorditas) - 分厚く小さいトルティーヤ。トウモロコシの生地で作られる。チョリソやジャガイモ、牛肉や鶏肉が入っている。
- トストーネス (Tostones) - プランテンを輪切りにして押しつぶし、油で揚げたもの。タバスコでは直径18cmぐらいになるまで薄く押しつぶす。
- ケソ・アウマード (Queso ahumado) - 丸いプロヴォローネ風のスモークチーズ
- チレ・アマシート - 丸ごと、またはつぶしたりサルサにして食べる。

## 菓子
代表的なものを紹介する。

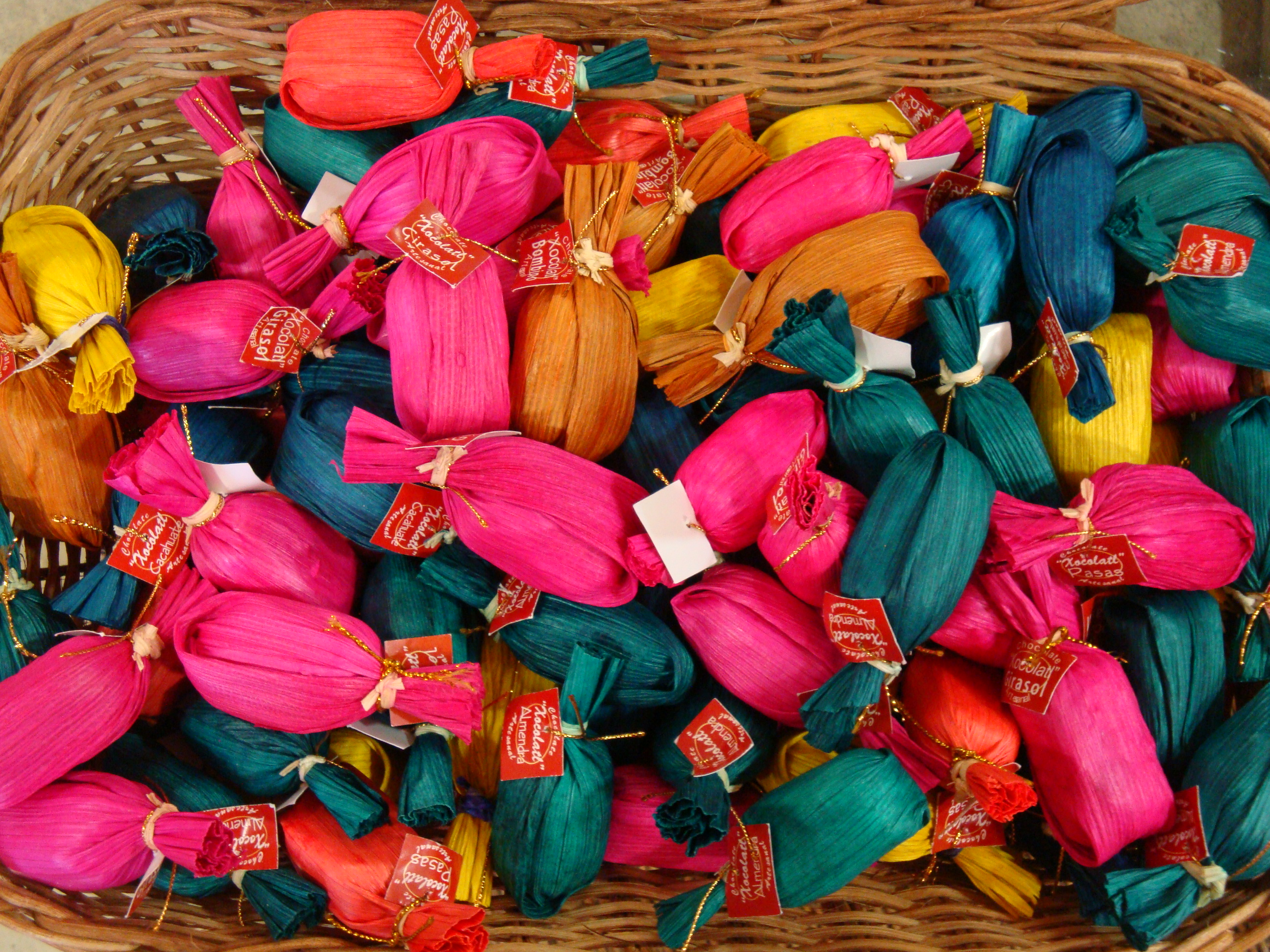
世界中に広まった中南米発祥のチョコレート。タバスコでも伝統的に食されてきた。

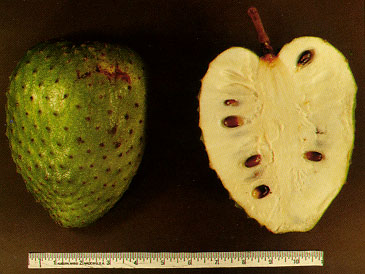
サワーソップ

- シウア (Zihuá, Sisguaj) - 柔らかいトウモロコシのパイ。植民地化以前に起源を持つタバスコ州の伝統的菓子。
- ドゥルセ・デ・パパヤ・サポテ（Dulce de papaya zapote）- パパイヤとサポジラのコンポート
- ドゥルセ・デ・ワパケ（Dulce de guapaque）- ワパケのコンポート。ワパケはタマリンドに似た甘酸っぱい味の果実のこと。
- ドゥルセ・デ・オレハ・デ・ミコ（Dulce de "oreja de mico"）「サルの耳」のコンポート。半分に切るとサルの耳のように見える小さいパパイヤの一種で作る。
- ドゥルセ・デ・カラバサ（Dulce de calabaza）- カボチャのコンポート
- ドゥルセ・デ・メロコトン（Dulce de melocotón）- 桃のコンポート
- ドゥルセ・デ・ココヨル（Dulce de cocoyol）- ヤシの実のコンポート
- ドゥルセ・デ・パパヤ・コン・ココ・ラヤド（Dulce de papaya con coco rayado）- パパイヤとココナッツフレークのコンポート
- ドゥルセ・デ・ココ・ラヤド・イ・トスタド（Dulce de coco rayado y tostado）- 炒ったココナッツフレークのコンポート
- ドゥルセ・デ・ナンセ（Dulce de nance）- ナンセのコンポート - ナンセ (nance) はキントラノオ科の植物Byrsonima crassifoliaの果実。
- ドゥルセ・デ・ココ・コン・ピニャ・オ・カモテ・エンブエルト・エン・オハ・デ・ホロチェ（Dulce de coco con piña o camote envuelto en hoja de joloche）- ココナッツとパイナップルまたはサツマイモをホロチェの葉で包んだコンポート
- ドゥルセ・デ・プラタノ・コン・ミエル（Dulce de plátano con miel）、チャト・チャース（Cha't t'jaas）- プランテンと蜂蜜のコンポート
- パン・デ・プラタノ（Pan de plátano）- プランテンのパン
- トレハス・デ・ユカ（Torrejas de yuca）- キャッサバの揚げ菓子
- トルティーヤス・デ・ココ（Tortillas de coco）- かりっと焼いた甘いココナッツのトルティーヤ
- プラタニートス・レイェノス・デ・カルネ・オ・ケソ（Platanitos rellenos de carne o queso）- 肉またはチーズを詰めたバナナ
- メルコチャ・デ・アスカル・オ・デ・パネラ (Melcocha de azúcar o de panela) - 砂糖または赤砂糖のメルコチャ（スペイン語版）。広くスペイン語圏で見られる飴
- メレンゴン（Merengón）- サワーソップのメレンゲ
- ケケス (Queques) - 縁が波形になった小麦粉と赤砂糖のビスケット
- パネテーラ (Panetela) - スポンジ状のパン
- ブニュエロス (Buñuelos) - 揚げ菓子
- パピン（Papin）- 牛乳、鶏卵、シナモンで作るケーキ。
- ムエガノス（Muéganos）- 赤砂糖のシロップをからめた小麦粉の揚げ菓子
- チョコラーテス（Chocolates）- チョコレート

| タバスコの菓子                   | タバスコの菓子       | タバスコの菓子           | タバスコの菓子                                   | タバスコの菓子 |
| -------------------------------- | -------------------- | ------------------------ | ------------------------------------------------ | -------------- |
|                                  |                      |                          |                                                  |                |
| 柔らかいココナッツのコンポート   | ヤシの実のコンポート | 「サルの耳」のコンポート | パパイヤのコンポート                             |                |
|                                  |                      |                          |                                                  |                |
| パパイヤとココナッツのコンポート | バナナのチーズ詰め   | キャッサバのトリハス     | パイナップルやサツマイモとココナッツのコンポート |                |

## 飲み物

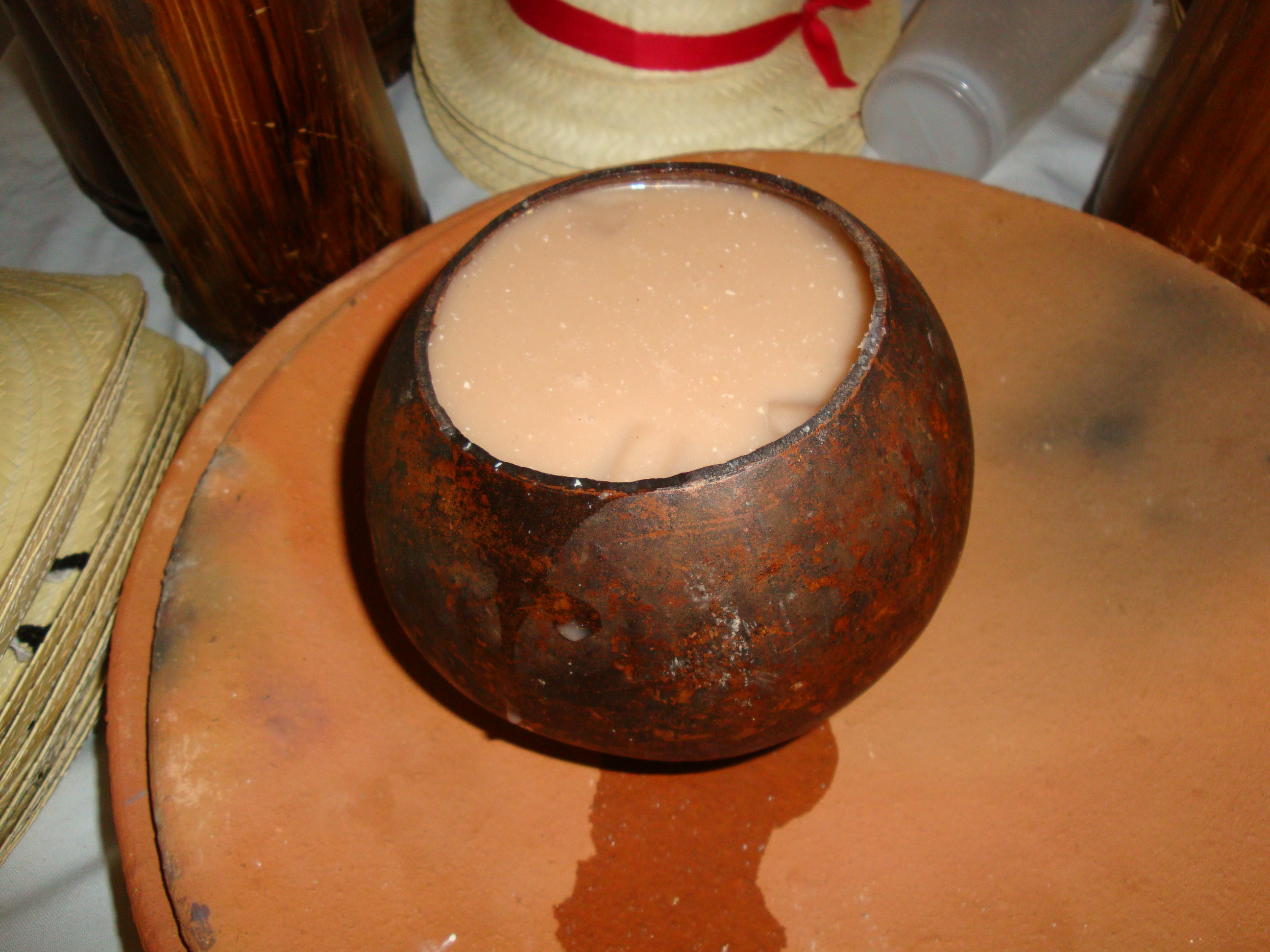
壷の中のポソール

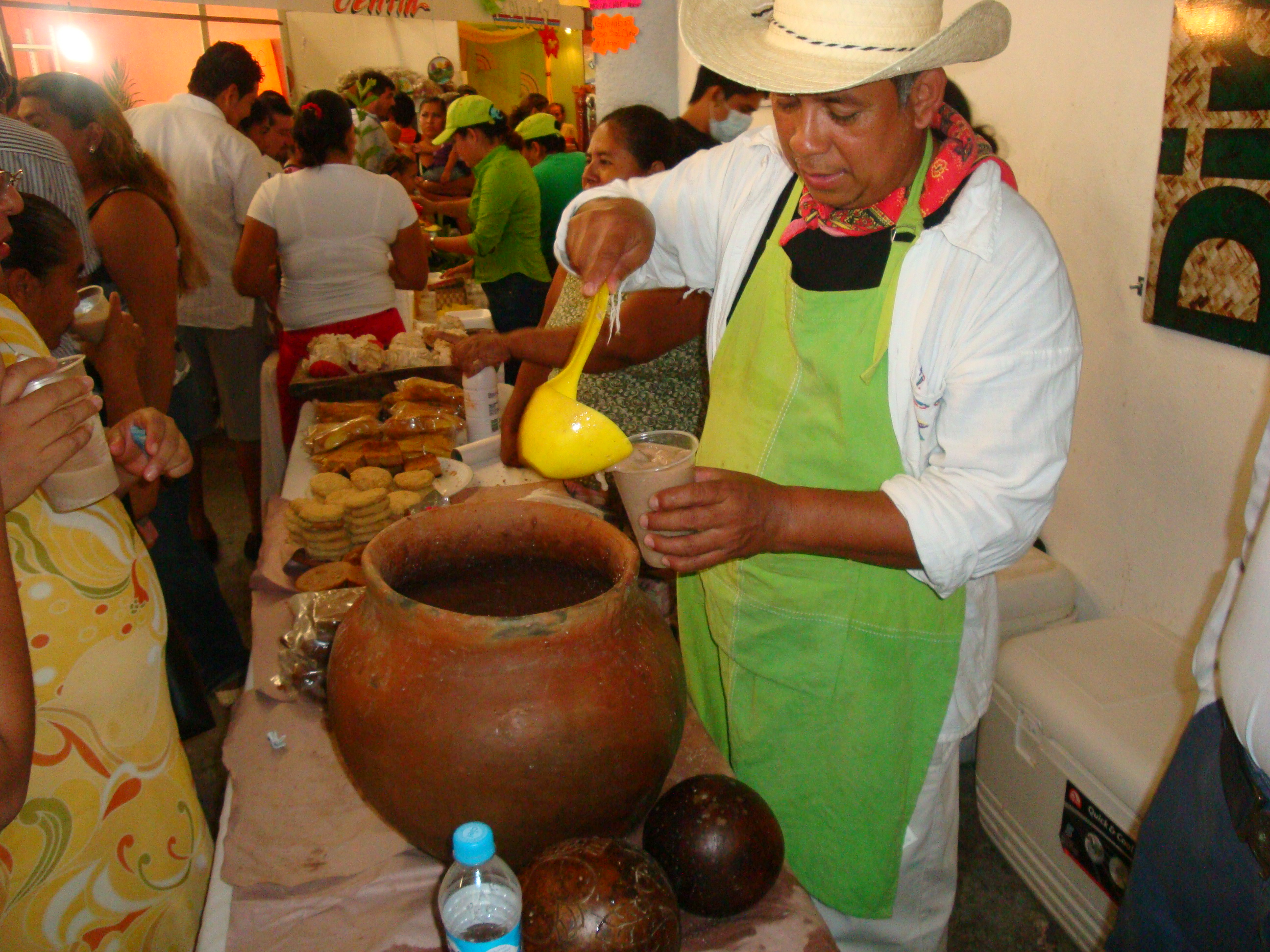
ポソールを注いでいる様子

### ノンアルコール
- ポソール（英語版） (Pozol) - トウモロコシの飲み物。カカオを入れることもある。タバスコの代表的な飲み物。
- チョローテ (Chorote) - 石灰水でゆでたトウモロコシと細かく挽いたカカオを発酵させたもの。
- ポルビーリョ (Polvillo) - トウモロコシと挽いて焼いたカカオにシナモンを加えたもの。
- アベーナ・コン・カカオ (Avena con cacao) - 燕麦にカカオとシナモンを加えたもの。
- ピノーレ (Pinole) - 炒って粉にしたトウモロコシにカカオやシナモンなどを加えたもの。
- カカーダ (Cacada) - 肉とカカオの種の飲み物。
- アグア・デ・マタリ (Agua de Matalí) - マタリ（ムラサキツユクサ属シマムラサキツユクサ）の汁にレモンを加えたもの。
- アグア・デ・ナランハ・アグリア (Agua de naranja agria) - ビターオレンジのジュース。
- チョコラーテ（Chocolate）- ホットチョコレート

### アルコール
- ワラポ（Guarapo）- ガラパ（英語版）。死者の日や祈祷のときに祭壇に供えられる[4]。焼いたトウモロコシと赤砂糖に水を加え発酵させたもので、白っぽい色をしている[5]。
- テパチェ（Tepache）：パイナップルの皮と赤砂糖を発酵させた飲料で、これもワラポと呼ばれることがある。
- ジストレ (lliztle) - サトウキビの蒸留酒。ブドウ、桃、洋梨などで香り付けをする[5]。
- バルチェ (Balché) - 同名の樹の樹皮を発酵させハチミツやアニスで甘くしたもの[5]。
- タンチューカ (Tanchuca) - アニス、トウモロコシ、チョコレートを煮立たせたもの[5]。